# Ометинецька сільська рада
| Обідненська сільська рада — колишній орган місцевого самоврядування у Немирівському районі Вінницької області з адміністративним центром у с. Ометинці. Сільській раді підпорядковані населені пункти: - с. Ометинці |

## Склад ради
Рада складається з 14 депутатів та голови.

## Керівний склад сільської ради
| ПІБ                       | Основні відомості                                                                      | Дата обрання | Дата звільнення |
| ------------------------- | -------------------------------------------------------------------------------------- | ------------ | --------------- |
| Довженко Надія Миколаївна | Сільський голова, 1956 року народження, освіта, Всеукраїнське об'єднання «Батьківщина» | 26.03.2006   | 31.10.2010      |
| Цюпка Юрій Миколайович    | Сільський голова, 1972 року народження, освіта вища, безпартійний                      | 31.10.2010   |                 |

Примітка: таблиця складена за даними джерела